# Battles
I Battles sono un gruppo musicale statunitense nato nel 2002 dedito all'esplorazione di molteplici stili ed orizzonti musicali.
La band può a tutti gli effetti essere considerata un supergruppo: tutti i membri dei Battles, infatti, vantano un passato in gruppi rilevanti. A Ian Williams (ex-Don Caballero e Storm & Stress) si affiancarono Tyondai Braxton (polistrumentista figlio del jazzista, compositore e polistrumentista Anthony Braxton), David Konopka (già con i Lynx) e John Stanier (Tomahawk, ex-Helmet).

## Storia
La band, dopo aver pubblicato nel 2006 EP C/B EP tramite l'etichetta Warp Records, una compilation di brani precedentemente editi su EP, pubblica il primo album l'anno successivo. Mirrored, edito sempre da Warp nel 2007, mescola elementi di math rock ed elettronica facendo largo uso di loopstation ed altri effetti a pedale, introducendo per la prima volta delle parti vocali curate da Tyondai Braxton. Il lavoro ottiene consensi da parte della critica specializzata ma anche da parte del pubblico. Segue un lungo tour mondiale che porta la formazione anche in Italia.
Nell'agosto 2010 il cantante Tyondai Braxton lascia la band che nel frattempo aveva già annunciato l'uscita di un nuovo album, Gloss Drop, uscito il 6 giugno 2011 nel Regno Unito sempre sotto etichetta Warp Records.
Il terzo album in studio, La Di Da Di, viene pubblicato il 18 Settembre 2015. Si tratta dell'ultimo dei Battles in quanto trio; precede infatti la separazione dal gruppo di Dave Konopka, che lascia la band nel 2018, anche se la notizia viene resa ufficiale solo a Maggio dell'anno successivo. Il primo concerto dei Battles in quanto duo risale al Settembre 2018, al Meteor Festival in Israele.
L'ultimo album della band, Juice B Crypts, viene pubblicato il 18 Ottobre 2019. In alcuni brani, Williams e Stanier hanno collaborato con diversi artisti, quali Shabazz Palaces, Sal Principato, Xenia Rubinos e Merrill Garbus.

## Formazione

### Formazione attuale
- Ian Williams – chitarra, tastiere (2002-presente)
- John Stanier – batteria (2002-presente)

### Ex componenti
- Tyondai Braxton – chitarra, tastiere, voce (2002-2010)
- David Konopka – basso, chitarra, effetti (2002-2018)

## Discografia

### Album in studio
- 2007 – Mirrored
- 2011 – Gloss Drop
- 2015 – La Di Da Di
- 2019 - Juice B Crypts

### Raccolte
- 2006 – EP C/B EP
- 2009 – Warp20 (Chosen)
- 2012 – Dross Glop

### EP
- 2004 – EP C
- 2004 – B EP
- 2004 – EPC
- 2007 – Lives
- 2007 – Tonto+

### Singoli
- 2004 – Tras
- 2007 – Atlas
- 2007 – Tonto
- 2010 – The Line
- 2011 – Ice Cream
- 2011 – My Machines